# Ardices nigriceps
Ardices nigriceps är en fjärilsart som beskrevs av Butler 1878. Ardices nigriceps ingår i släktet Ardices och familjen björnspinnare. Inga underarter finns listade i Catalogue of Life.